# Руин, Дагмар
Дагмар Руин (Дагмар Наталья Руин-Рамзай; фин. Dagmar Ruin; 11 февраля 1894, Саранск, Российская империя — 20 февраля 1977, Стокгольм, Швеция) — финская шведскоязычная писательница.

## Биография
Ее мать — Сигрид (Сигрид Йоханна) фон Аммондт (1860—1938), дочь генерал-майора Э.В. фон Аммондта, была фрейлиной российской императрицы. Отец — Константин Константинович Руин (1855—1922), инженер путей сообщения, действительный статский советник, помощник начальника Северо-Западных железных дорог. Прадед по линии матери — барон Эдуард Андреевич Рамзай.  Дядя (брат отца) — Вальдемар Руин, филолог, профессор и ректор Императорского Александровского университета (1915—1920), двоюродный брат — Ханс Вальдемар Руин, исследователь литературы и искусства, философ. 
В семье было шестеро детей. 
Родилась в Пензенской губернии, позже ее семья переехала в Туркестан по работе её отца, а после Октябрьской революции жили в Финляндии. 
В качестве медсестры участвовала в Первой мировой войне, Гражданской войне в Финляндии и Эстонской освободительной войне. После Гражданской войны организовывала различные мероприятия для раненых и инвалидов Белой армии, для детей-сирот.
В 1920-х годах некоторое время жила в Соединенных Штатах, руководила медицинским обучением и закупкой оборудования. Там познакомилась, в частности, с Джейн Аддамс и Генри Фордом.
Как прозаик дебютировала в 1916 году. Использовала псевдонимы Syster и Syster Dagmar. Автор мемуаров и воспоминаний об участии в войнах. 
Муж (с 1928) — Йохан Рональд Рамзай (1903—1974), правнук Эдуарда Андреевича Рамзая.   
Сын и дочь: Йохан Аксель Андерс-Эдвард (1930—1978), Сигрид Фрэнсис Барбара Онейда (род.1933). 
Братья и сестры:  
- Сигрид Руин (в замуж. Теслёф (Theslöf); 1890—1980) вышла замуж (его второй брак) за журналиста и дипломата Георга Хенрика Теслёф.
- Эдуард Константинович Руин (1892—1953)
- Ольга Наталья (Тали) Руин (1895—1953), в замуж Бруммер.
- Августа Руин (1897—1979), в замуж. Форселлес. Ее муж — Андерс Фредрик Яков фон Форселлес (1899—после 1924), правнук Эдуарда Андреевича Рамзая[5][6].
- Тира Йоханна Руин (1898—1968), в замуж. Лильефорс.

## Избранные произведения
- Där kriget går fram 1916
- Vid lägereldar: en bok om "mörka själar" 1917
- Till gröna bataljonen I-II 1919
- Fången 1920
- Heliga legender 1934
- Jag berättar om Clara och Henry Ford 1948
- Sägen och sanning kring en skånegård - Engeltofta 1961
- Mina ryska år 1962
- Bland frihetshjältar och dollarfurstar 1963